# Scopalostoma melanoparea
Scopalostoma melanoparea är en fjärilsart som beskrevs av Diakonoff 1957. Scopalostoma melanoparea ingår i släktet Scopalostoma och familjen Carposinidae. Inga underarter finns listade i Catalogue of Life.